# Yngsjöstrand
Yngsjöstrand är ett fritidshusområde och en havsnära del av tätorten Yngsjö i Åhus distrikt i Kristianstads kommun i Skåne län, beläget vid Hanöbukten. Bebyggelsen består mest av sommarstugor, varav en del gjorts om till permanentboenden. SCB avgränsade 2015 ett fritidshusområde benämnt Yngsjöstrand+Yngsjö havsbad med 735 fritidshus.

## Befolkningsutveckling
| Befolkningsutvecklingen i Yngsjöstrand 1990–2010 | Befolkningsutvecklingen i Yngsjöstrand 1990–2010 | Befolkningsutvecklingen i Yngsjöstrand 1990–2010 | Befolkningsutvecklingen i Yngsjöstrand 1990–2010 | Befolkningsutvecklingen i Yngsjöstrand 1990–2010 |
| --- | ------------------------------------------------ | ------------------------------------------------ | ------------------------------------------------ | ------------------------------------------------ |
| |                                                  |                                                  |                                                  |                                                  |
| År |                                                  |                                                  | Folkmängd                                        | Areal (ha)                                       |
| 1990 | 1990                                             |                                                  | 119                                              | 220##                                            |
| 1995 | 1995                                             |                                                  | 136                                              | 220#                                             |
| 2000 | 2000                                             |                                                  | 159                                              | 218#                                             |
| 2005 | 2005                                             |                                                  | 213                                              | 218#                                             |
| 2010 | 2010                                             |                                                  | 255                                              | 223#                                             |
| Anm.: Ny småort 1995. Orten utgjorde 2005–2010 inte en tätort på grund av för hög andel fritidshusbebyggelse. Sammanvuxen med Yngsjö 2015. # Som småort. ## Befolkningen 31 december 1990 inom det område som avgränsades som småort 1995. |                                                  |                                                  |                                                  |                                                  |